# سیارک ۲۵۰۹۴
سیارک ۲۵۰۹۴ (به انگلیسی: 25094 Zemtsov، نامگذاری:1998RF46) بیست و پنج هزار و نود و چهارمین سیارک کشف شده‌است که در ۱۴ سپتامبر ۱۹۹۸ کشف شد.
قدر مطلق سیارک برابر ۲۰.۴ است.